# Lauda (muzyka)
Lauda. wł. lauda, łac. laudo – w czasach średniowiecznych Włoszech rodzaj religijnej pieśni dziękczynnej, wzorowanej na balladach o nastroju patetycznym.
Pieśń nieliturgiczna popularna była w zakonach bractw toskańskich.